# Chinatown de Melbourne

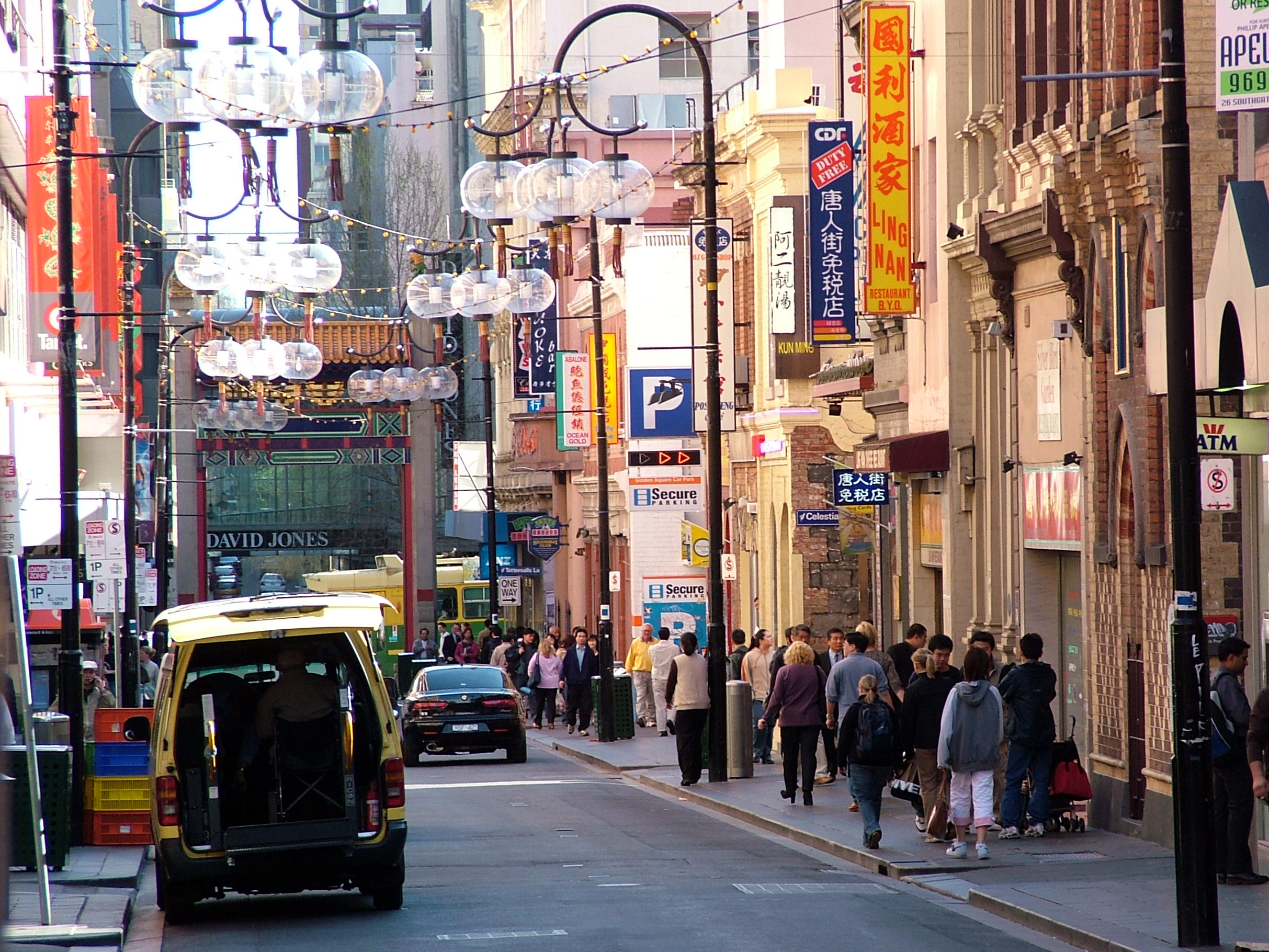
Little Bourke Street, no centro da Chinatown

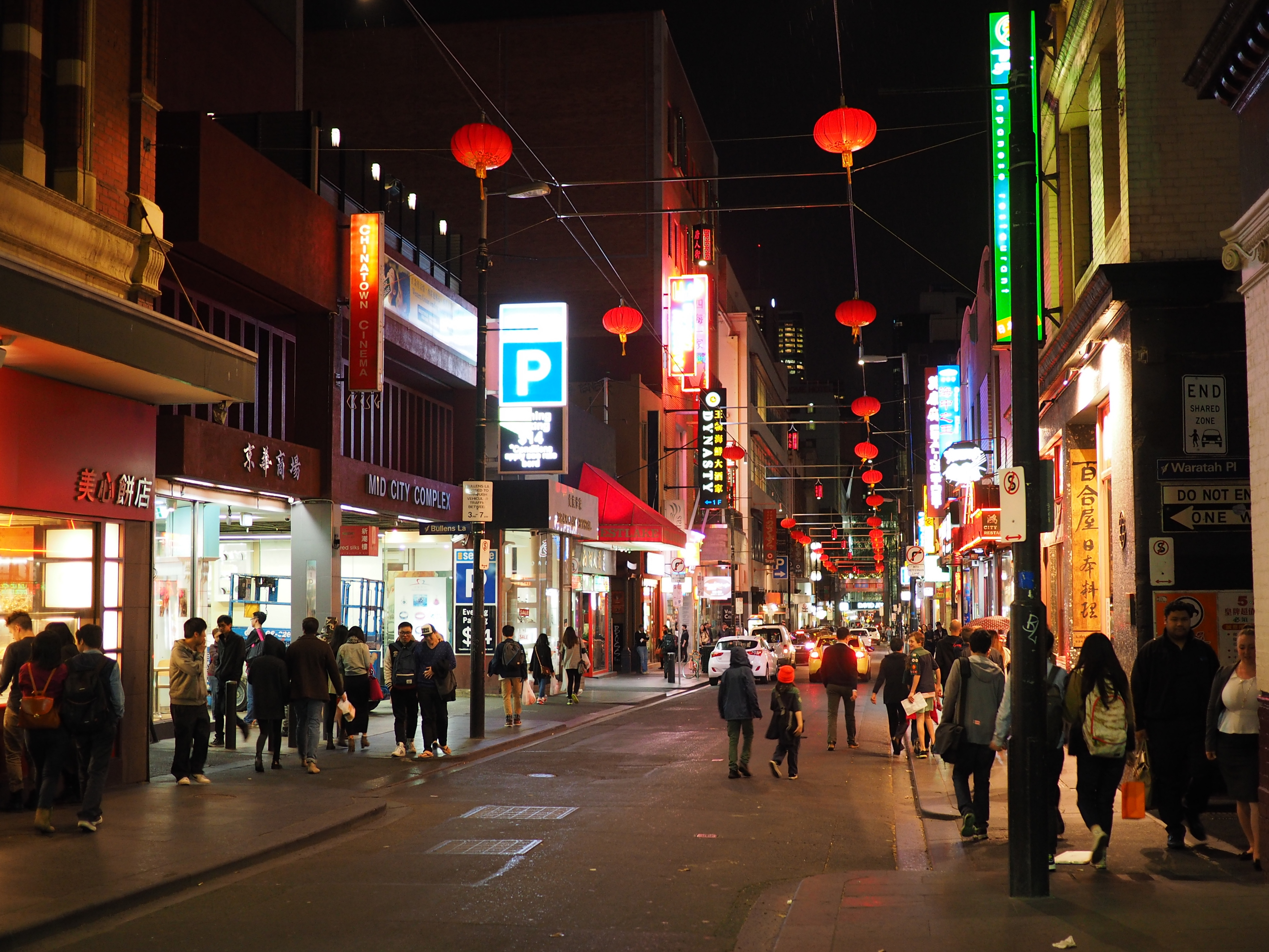
Chinatown à noite

Chinatown de Melbourne é um enclave étnico no distrito comercial central de Melbourne, Vitória, Austrália. Localizada no extremo leste da Little Bourke Street, se estende pelas esquinas das ruas Swanston e Spring, sendo composta por várias ruas, becos e fliperamas. Estabelecida na década de 1850, durante a corrida do ouro vitoriana, é notável por ser o mais longo assentamento étnico chinês contínuo no mundo ocidental e a Chinatown mais antiga do hemisfério sul.
A Chinatown de Melbourne desempenhou um papel importante no estabelecimento da cultura dos imigrantes chineses na Austrália e ainda abriga muitos restaurantes chineses, espaços culturais, empresas e locais de culto, incluindo o Museum of Chinese Australian History. Atualmente, a Chinatown é um grande símbolo e atração turística da cidade, conhecida por sua arquitetura, festivais e culinária de matriz asiática; além de karaokê, bares e lojas de moda.
Além do distrito comercial central, a comunidade chinesa de Melbourne está bem representada em outras áreas da cidade, principalmente em Box Hill, onde foi investido US$ 450 milhões para construção de um local chamado "New Chinatown".

## História

### Início da corrida do ouro e era colonial (décadas de 1850 a 1890)

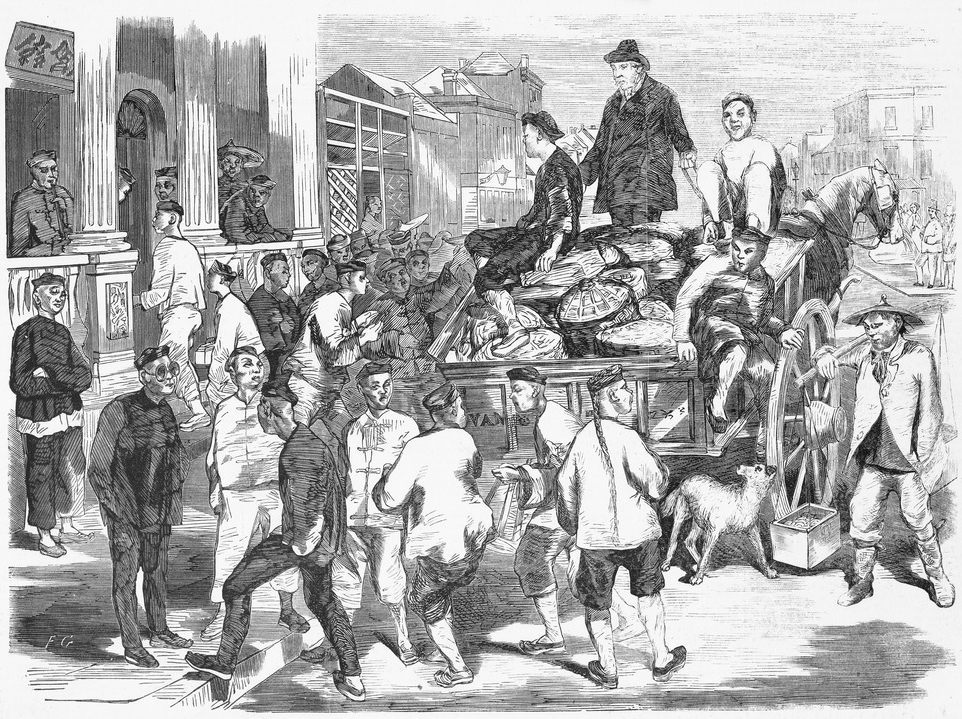
Imigrantes chineses chegando na Chinatown, 1866

O início da corrida do ouro vitoriana, em 1851, atraiu imigrantes de todo o mundo, incluindo dezenas de milhares de garimpeiros chineses. A maioria eram camponeses que falavam cantonês, vindos de Hong Kong e seus arredores, incluindo os distritos do sudoeste de Guangdong e sua capital, Guangzhou. A parte leste da Little Bourke Street era vista como conveniente para esses imigrantes, tanto como uma parada quanto um lugar para pegar suprimentos a caminho das minas de ouro no centro de Vitória. As primeiras moradas foram construídas na Celestial Avenue, perto da Little Bourke Street, e em 1855, casas e empresas chinesas ocupavam a maior parte da Little Bourke Street, das ruas Elizabeth à Russell.
Se destaca por ser a Chinatown mais antiga do Hemisfério Sul, e o assentamento chinês contínuo mais longo fora da Ásia, devido à realocação da Chinatown de São Francisco após o terremoto de 1906. Com o declino da corrida de ouro, houve um êxodo rural dos trabalhadores chineses para a área metropolitana de Melbourne, particularmente para Little Bourke Street, que já tinha uma população predominantemente chinesa.

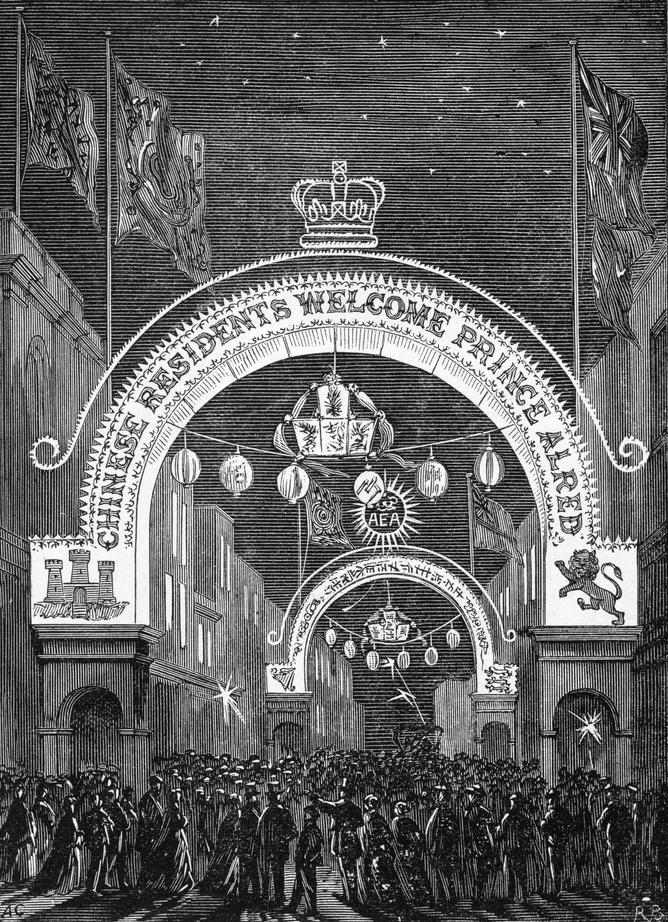
Chinatown iluminada à noite com decorações que dão boas-vindas à chegada do Príncipe Alfredo, 1867

Os moradores de Chinatown se estabeleceram como lojistas, importadores, fabricantes de móveis, herbalistas e nas trabalhadores nas indústrias atacadistas de frutas e vegetais, com uma forte presença no vizinho Eastern Market, na Bourke Street. Foram construídas igrejas cristãs e posteriormente foram formados grupos políticos e jornais chineses. Outros membros da comunidade chinesa que viviam e trabalhavam em outros lugares usavam Chinatown como um espaço de socialização. A área também fornecia apoio aos novos imigrantes chineses.
Inicialmente, a Chinatown tinha uma reputação de empreendimentos "salubres", incluindo casas de ópio, casinos e bordéis, mas manteve um "ar distintamente empreendedor". Em 1859, a população chinesa de Victoria atingiu aproximadamente 45.000, representando quase 8,5% da população total da colônia.

O autor australiano Marcus Clarke escreveu em 1868:
| “ | Uma metade da Little Bourke Street não é Melbourne, mas sim China. É como se algum djinn ou gênio tivesse pegado um punhado de casas do meio de uma das cidades celestiais e as tivesse jogado no chão, com todos os seus habitantes, nas Antípodas. Um quase espera ver a princesa a caminho do banho, ou encontrar aquele poderoso potentado, irmão do sol, tio da lua e primo-irmão das sete estrelas. | ” |

Apesar da divisão cultural, vários líderes comunitários com vinculo a Chinatown tornaram-se ganharam influência e prestígio entre os habitantes de Melbourne, incluindo o empresário Lowe Kong Meng, o detetive policial Fook Shing e o missionário Cheok Hong Cheong. Também durante o período colonial, vários negócios administrados por australianos de ascendência europeia estavam sediados no local, incluindo os escritórios da Table Talk, uma das revistas mais populares de Melbourne na década de 1880.

### Federação, declínio populacional e renascimento (1901–presente)

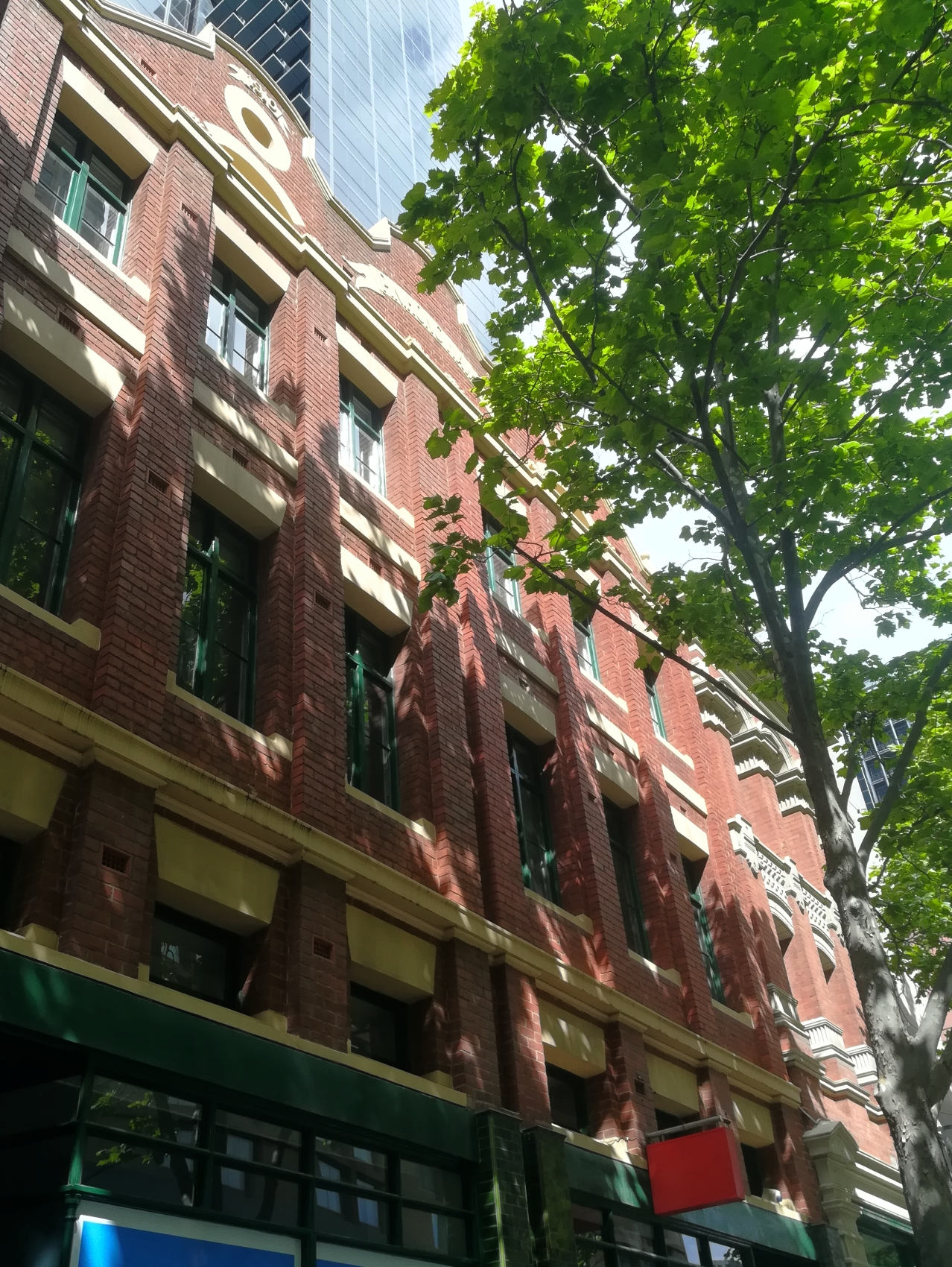
Edifício PN Hong Nam, Rua da Exposição, construído como uma fábrica em 1910

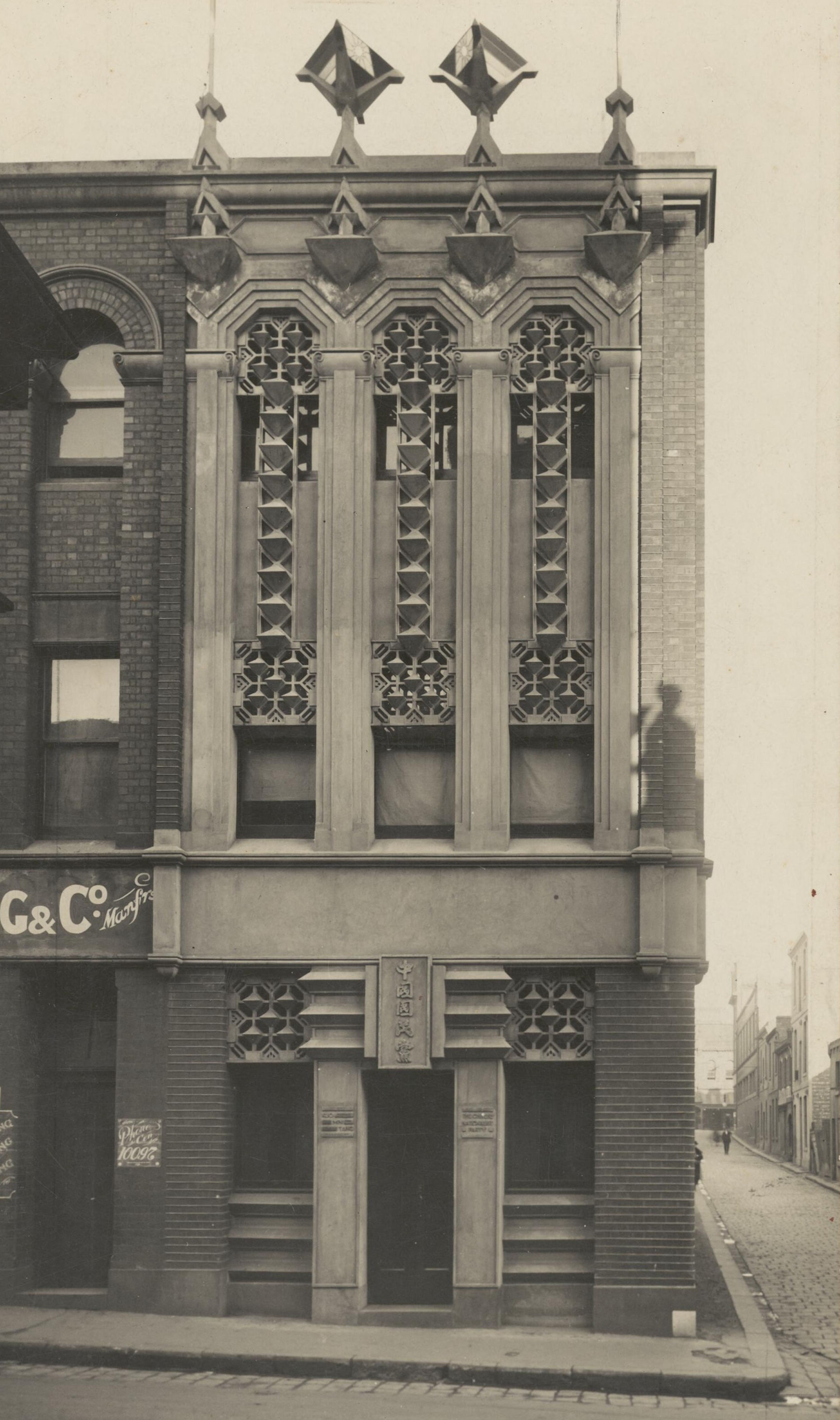
A fachada da sede do Kuomintang em Melbourne, remodelada por Walter Burley Griffin em 1921

Chinatown atingiu seu auge populacional e territorial no início do século XX, com empresas se expandindo para o distrito da luz vermelha de Little Lon, transformando-o em uma área predominantemente chinesa. Esse crescimento foi interrompido pela Lei de Restrição à Imigração, implementada após a federação da Austrália, em 1901. O declínio subsequente da Chinatown foi agravado por uma migração de empresas e residentes do distrito comercial central de Melbourne para os distritos vizinhos.
Durante a década de 1920, mais australianos de ascendência europeia começaram a frequentar os restaurantes de Chinatown, como Chung Wah na Heffernan Lane, um refúgio para membros do ALP Club da Universidade de Melbourne. Esse fluxo de pessoas, ajudou a abrir caminho para a culinária chinesa australiana, que se popularizou nos meados do século XX. Dim sim, um alimento essencial da culinária chinesa australiana, foi criado nessa Chinatown por William Wing Young, em 1945, no seu restaurante Wing Lee, se tornando um lanche popular em restaurantes de beirra-de-estrada e supermercados por todo o país. A filha de Young, Elizabeth Chong, tornou-se uma celebridade da televisão e guia turística de Chinatown. O potencial de Chinatown como um ponto turístico foi reconhecido na década de 1960, pelo empresário e político local David Wang, cujo impulso para a reconstrução da Little Bourke Street levou aos arcos de hoje.

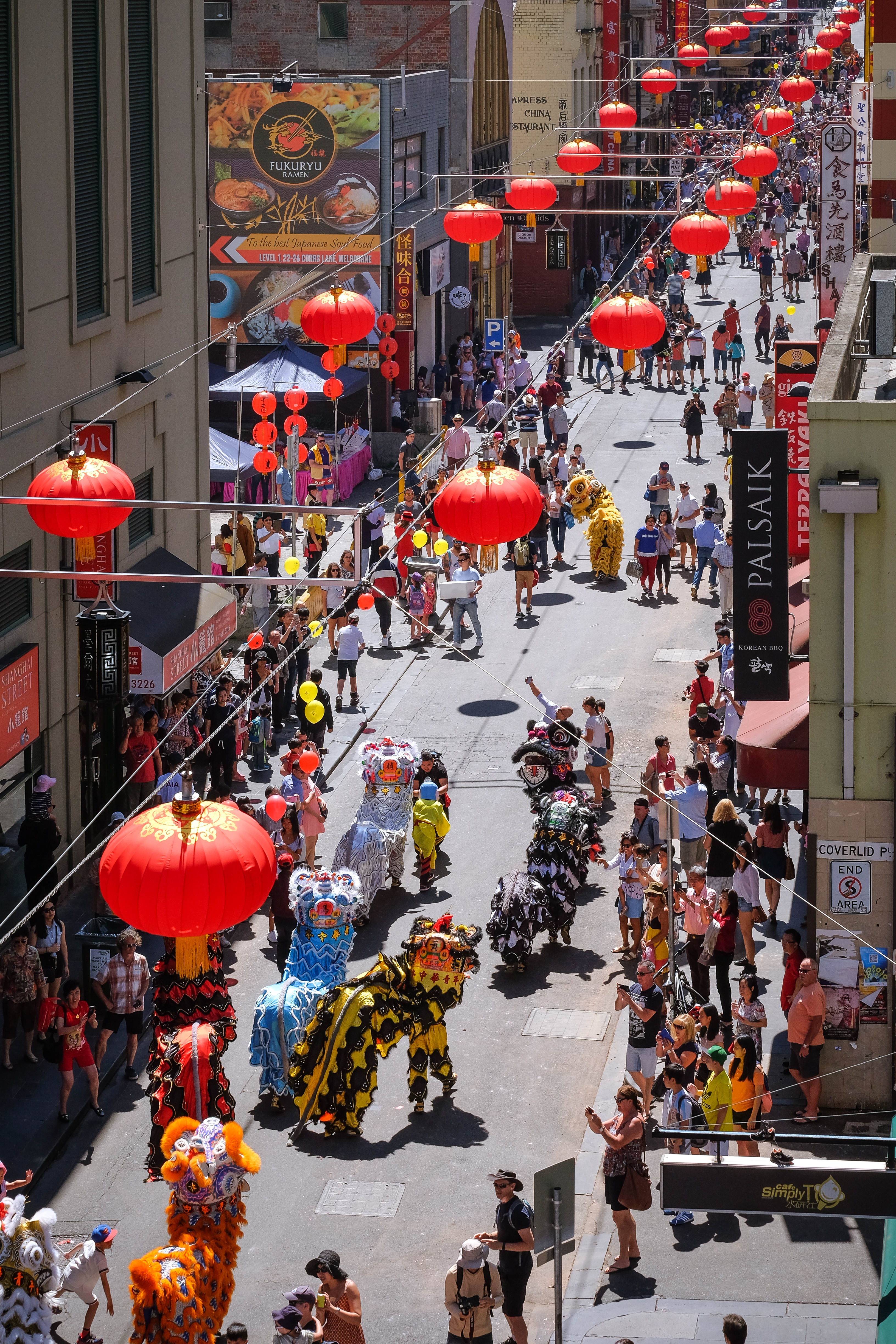
Celebrações do Ano Novo Chinês

Durante as décadas de 1960 e 1970, a politica Austrália Branca foi encerrada, resultando em um aumento imigratório da Indochina, Singapura, Malásia, Taiwan, Hong Kong e da República Popular da China. Isso resultou com que a demografia de Chinatown e sua culinária se diversificassem como resultado.
Em 2010, o terreno do Museum of Chinese Australian History foi remodelado como um centro de visitantes da Chinatown de Melbourne. No ano seguinte, uma estátua memorial do Sun Yat-sen foi inaugurada na entrada do museu, em comemoração ao 100º aniversário da fundação da República da China. A tradicional Dança do Leão do Ano Novo Chinês sempre terminava neste local, porém atualmente termina com uma bênção da estátua.

## Cultura

### Ano Novo Chinês
O Ano Novo Chinês é comemorado principalmente no primeiro domingo do novo ano lunissolar. É o principal local do festival de Ano Novo Chinês de Melbourne, além de ser sua origem, mesmo depois que o festival se expandiu para o resto da cidade nos últimos anos, incluindo o Crown Casino. As celebrações incluem atividades e festividades tradicionais e contemporâneas chinesas, danças, ópera e canto chinês, competição de karaokê, inúmeras barracas culinárias, artísticas e artesanais, torneios de xiangqi, caligrafia e eventos infantis.
O Desfile do Dragão Dai Loong, assim como as principais Danças do Leão (realizadas pela Chinese Youth Society of Melbourne, Chinese Masonic Society e Hung Gar Martial Arts School) começam por volta das 10 da manhã do domingo seguinte ao Ano Novo e seguem até por volta das 16 da tarde. O desfile do dragão começa e termina no Museum of Chinese Australian History.

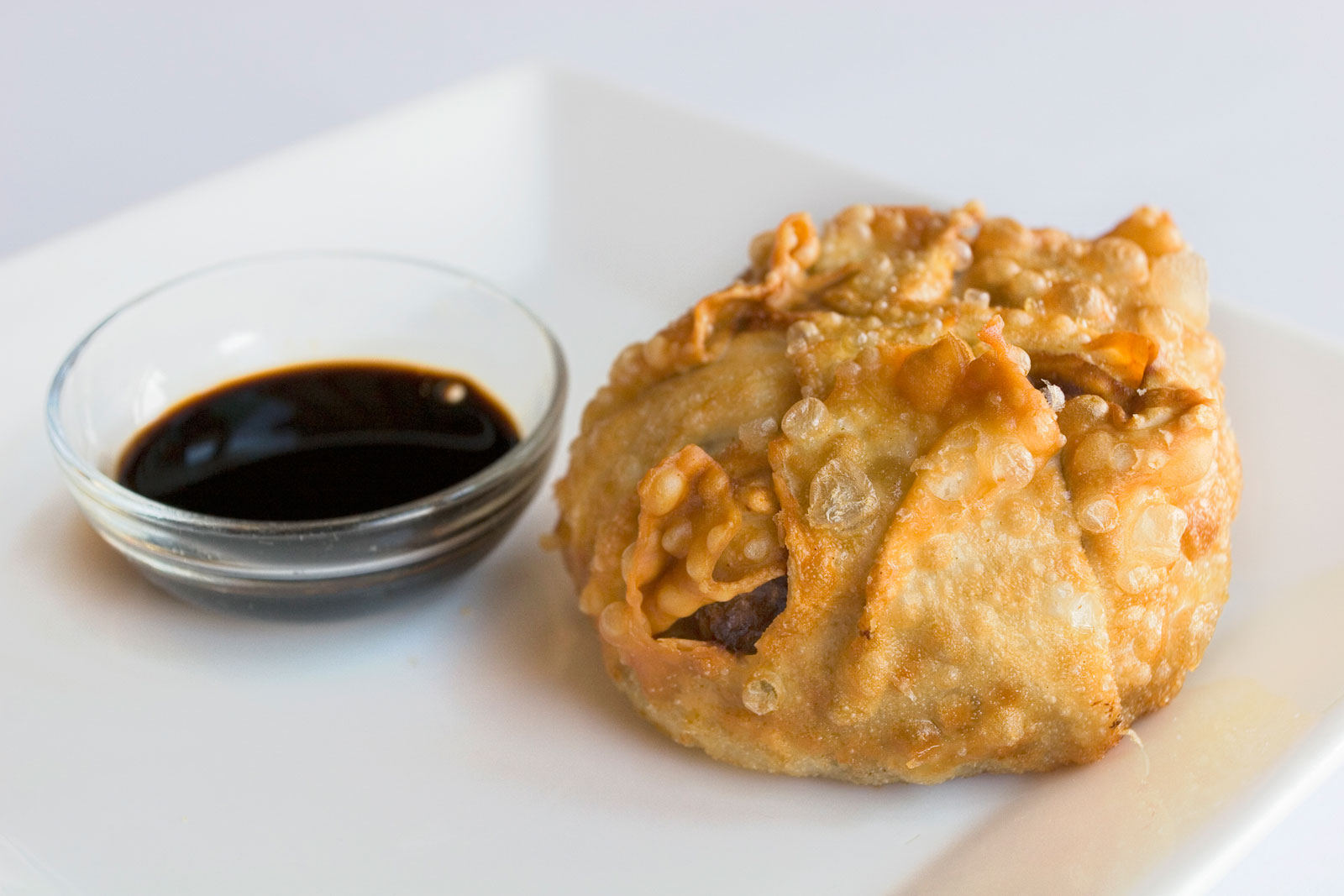
O dim sim, um exemplo popular da culinária chinesa australiana, teve origem na Chinatown

## Outras comunidades chinesas
Além da Chinatown original, várias comunidades chinesas mais novas se desenvolveram nos subúrbios orientais de Melbourne, como Box Hill, Glen Waverley e Springvale.
Uma comunidade mais antiga, originaria da corrida do ouro, pode ser encontrada na em Bendigo, 150 km a noroeste de Melbourne.

## Representações culturais
Tom Roberts, uma das principais figuras do impressionismo australiano, criou esboços do cotidiano da Little Bourke Street na década de 1880. Durante a Segunda Guerra Mundial, o modernista Eric Thake criou uma série de obras retratando fachadas de lojas da Chinatown, que agora pertencem à coleção de pinturas da Biblioteca Estatal de Vitória.
The Mystery of a Hansom Cab (1886), de Fergus Hume, um dos romances policiais de mistério mais famosos da era vitoriana, é baseado em grande parte nas observações do autor sobre a vida na Little Bourke Street, incluindo os "recantos escuros" do Bairro Chinês, onde o detetive Kilsip, protagonista do romance, persegue seu suspeito. A peça Marvellous Melbourne de Alfred Dampier, do mesmo ano, apresenta uma cena em um antro de ópio em Chinatown.
Entre 1909 e 1910, o primeiro jornal de língua chinesa de Melbourne, o Chinese Times, serializou o romance de Wong Shee Ping, O Veneno da Poligamia, sendo o primeiro romance escrito em chinês clássico a ser publicado na Austrália e possivelmente no Ocidente. Ambientado em Vitória durante a corrida do ouro de 1850, o romance descreve a vida na Chinatown.
Ambientado na Little Bourke Street, o romance de 1919 de Elinor Mordaunt, The Ginger Jar, é sobre um caso de amor entre um vendedor ambulante chinês-australiano e uma mulher europeia.
Uma cena crucial do filme mudo de 1911, The Double Event, dirigido por W.J. Lincoln, passa na Chinatown de Melbourne.
O filme de ação de Hong Kong de 1997, Mr. Nice Guy, estrelado por Jackie Chan, se passa em Melbourne, com várias cenas filmadas em Chinatown.
Chinatown aparece em episódios da série dramática policial de época Miss Fisher's Murder Mysteries (2012–2015), incluindo "Ruddy Gore" (episódio 6, temporada 1), que se concentra principalmente na Chinatown e sua conexão com o East End Theatre District .

## Galeria

### Arcos

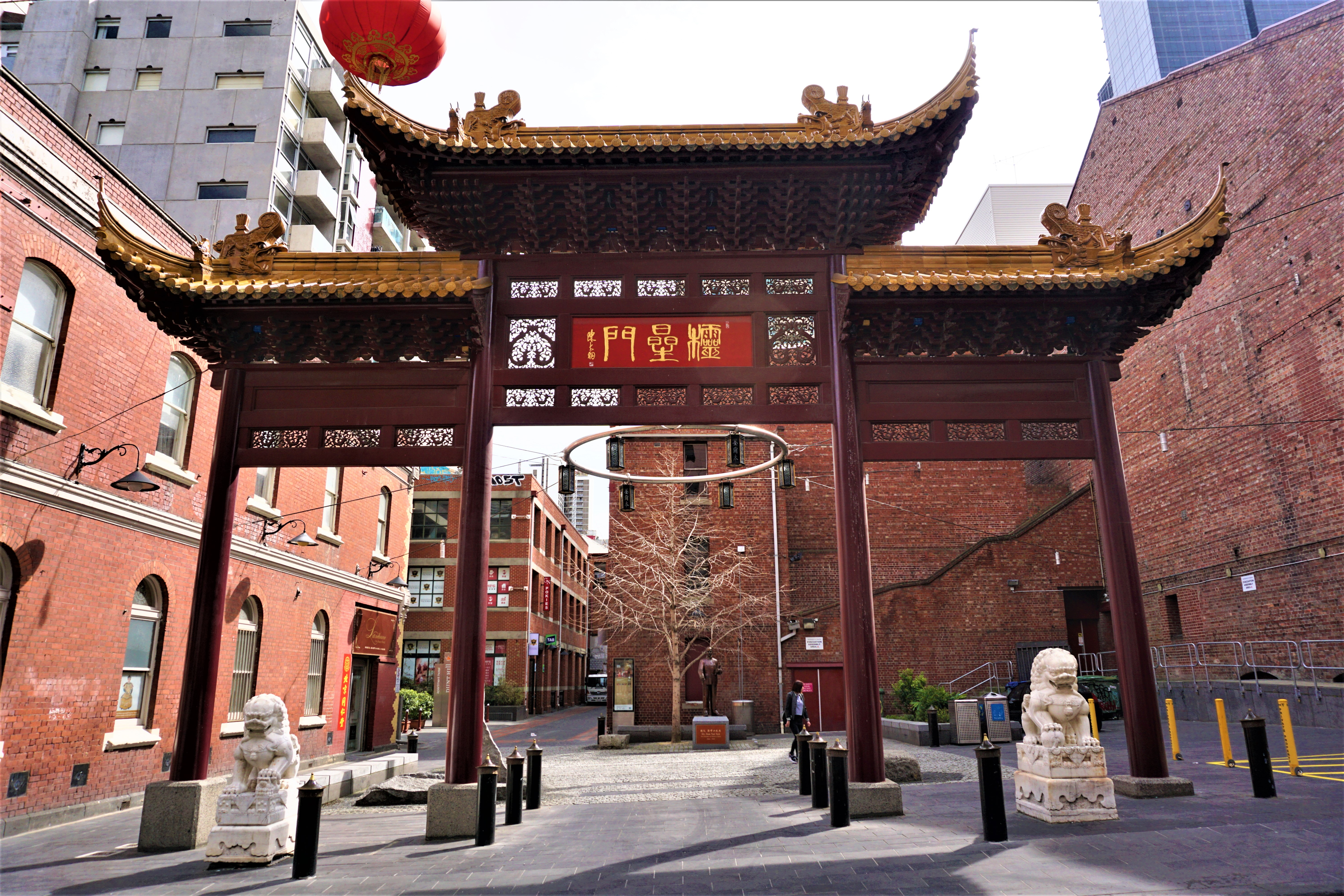
Cohen Place
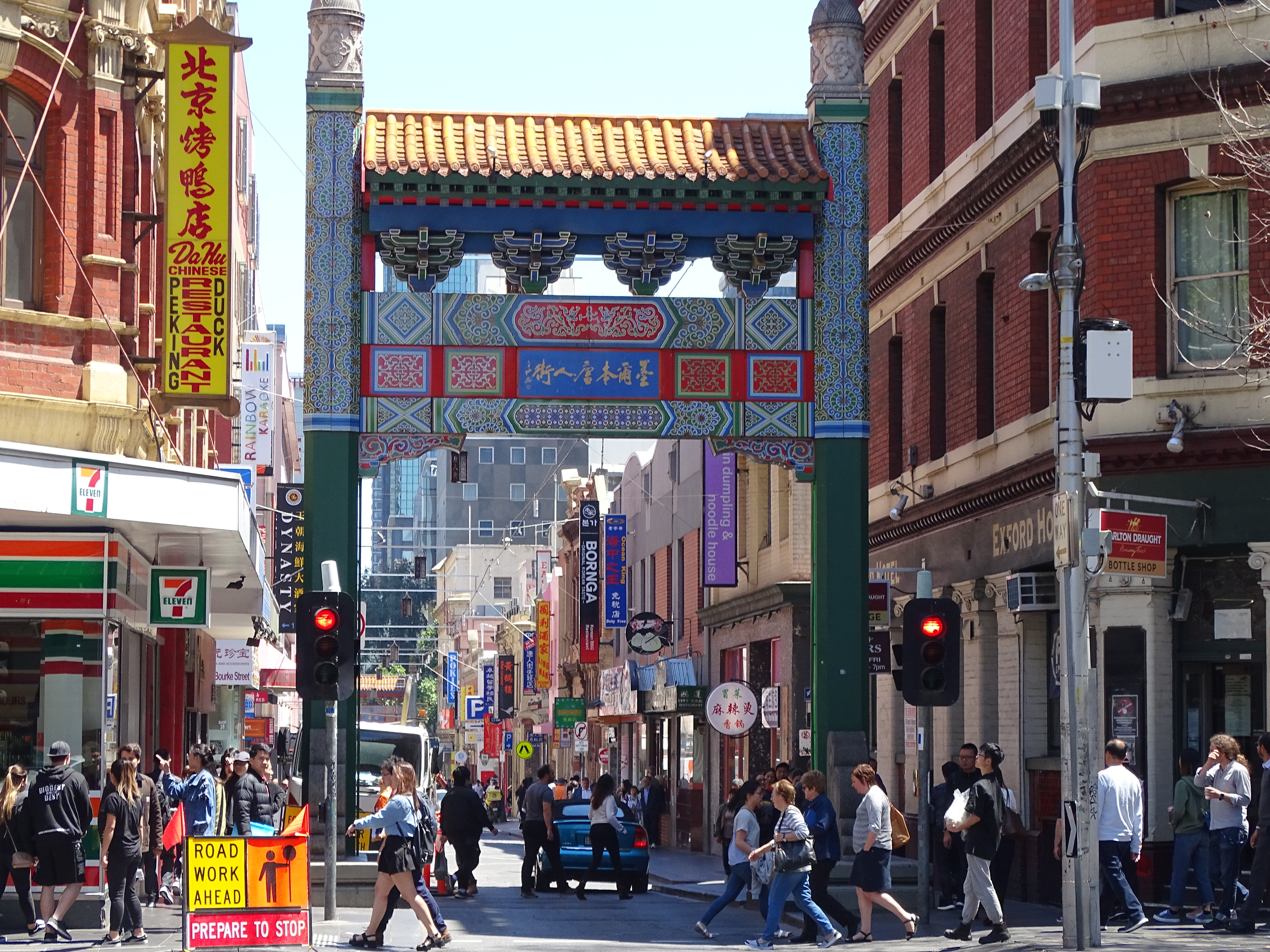
Rua Russell
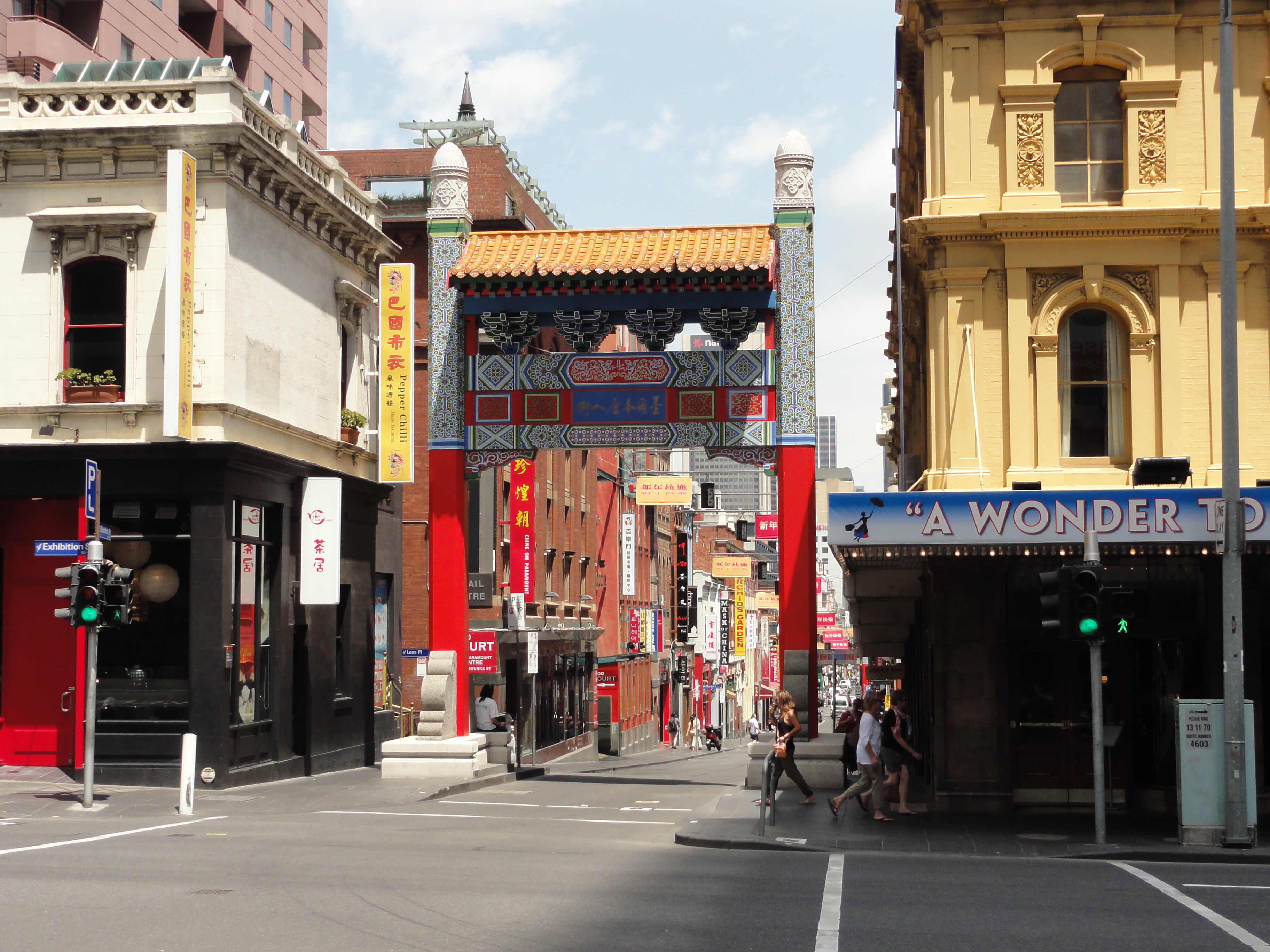
Exhibition Street
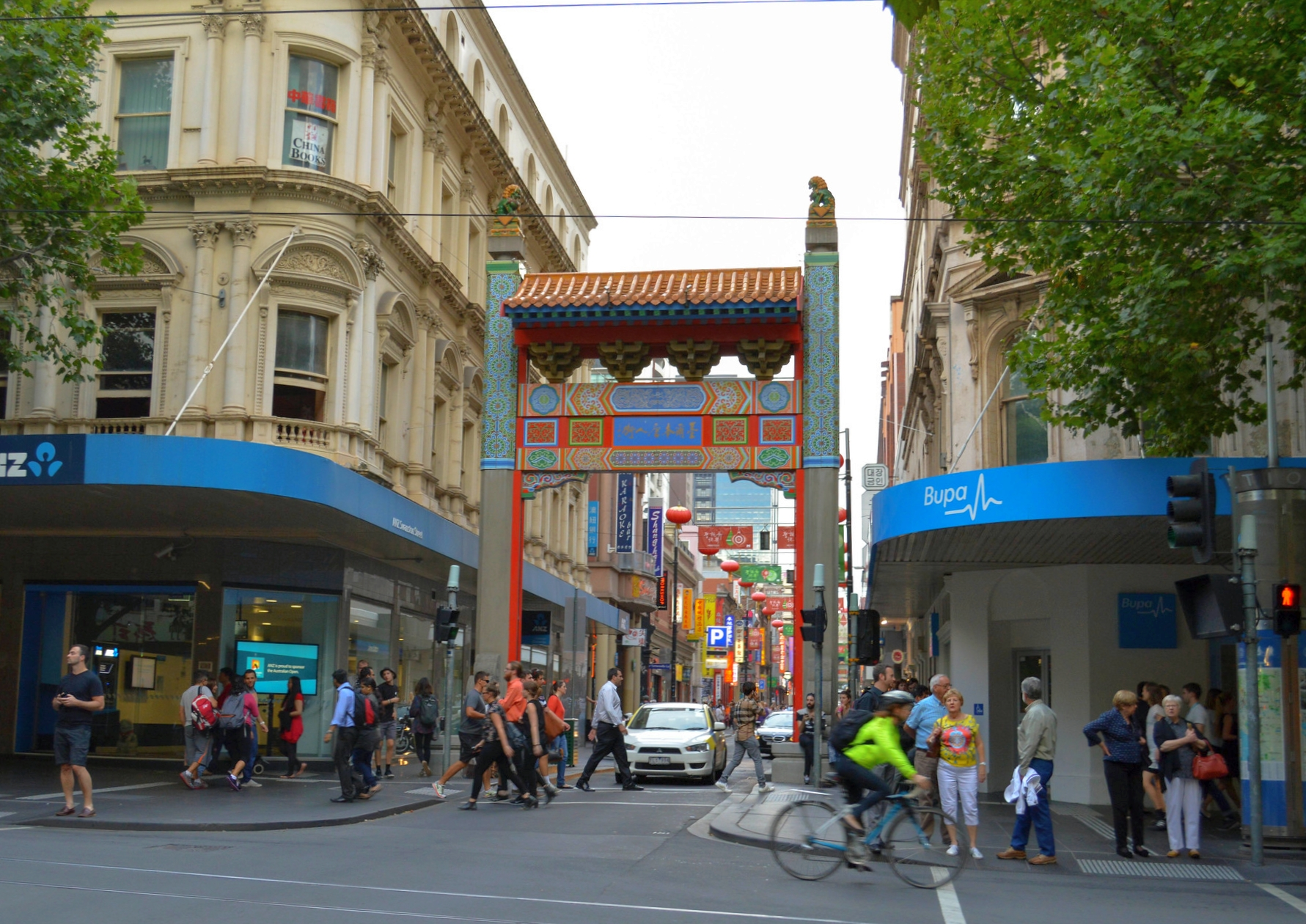
Rua Swanston

### Edifícios

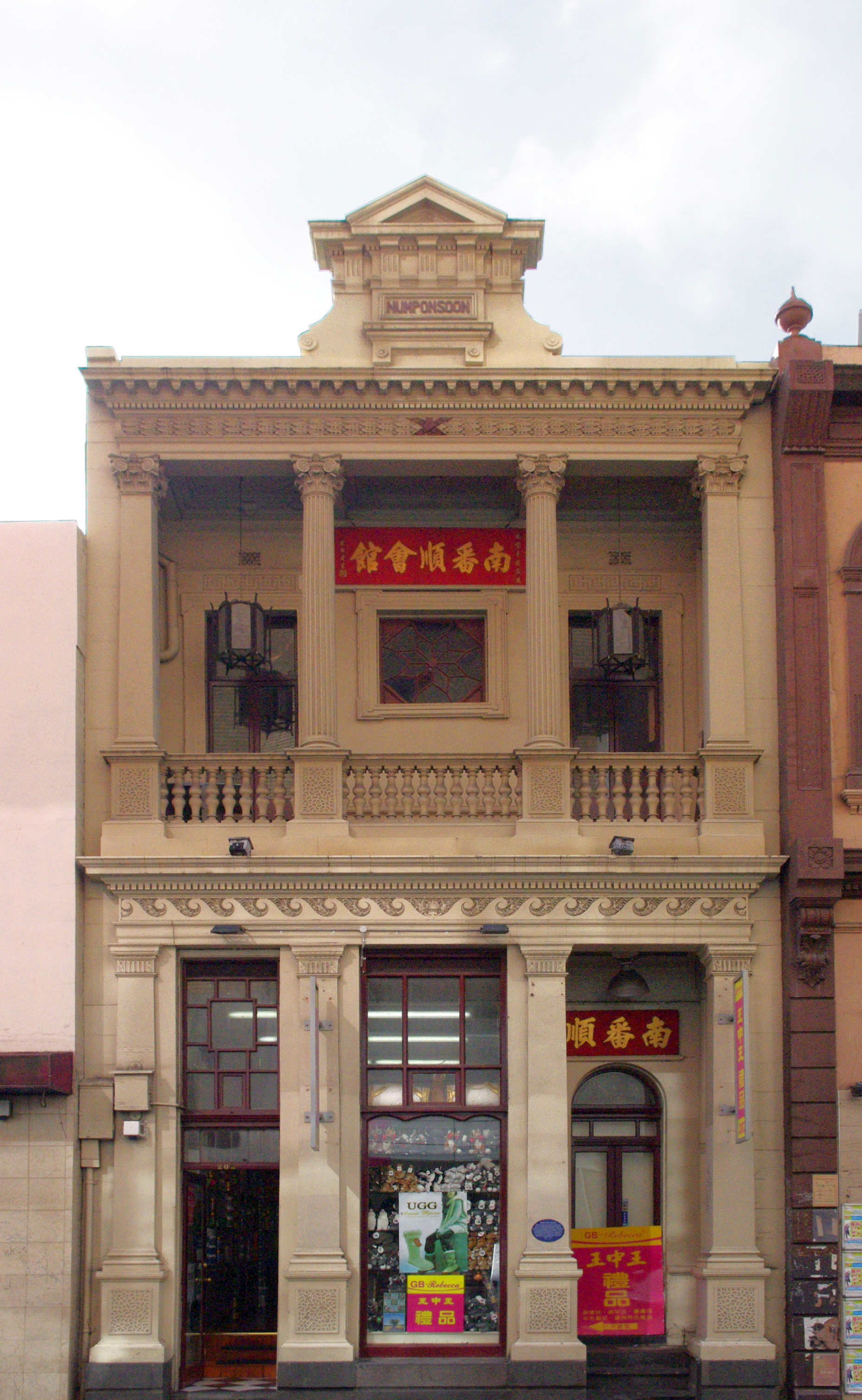
O edifício Num Pon Soon, construído em 1861
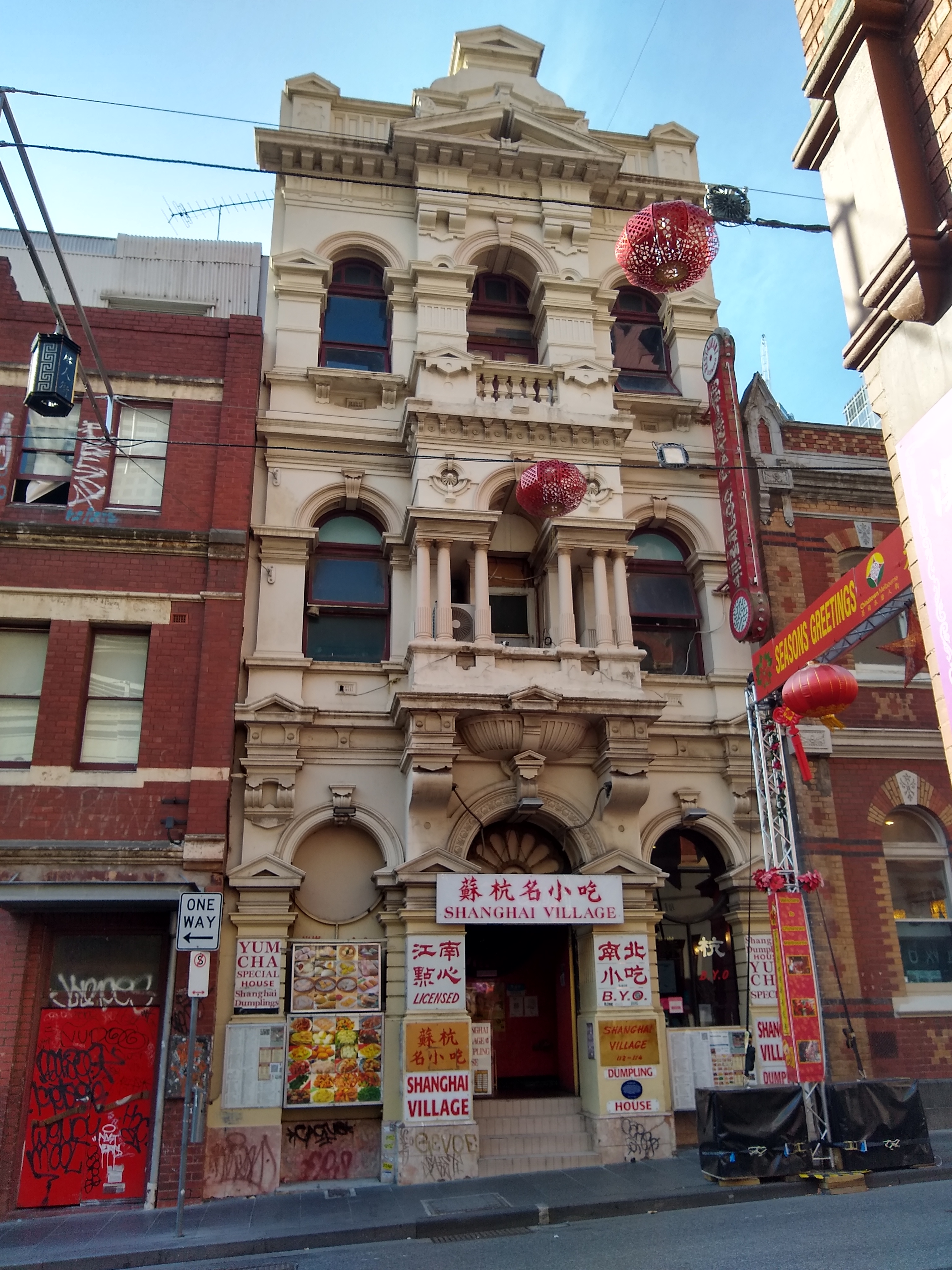
O edifício Sum Kum Lee, construído em 1887
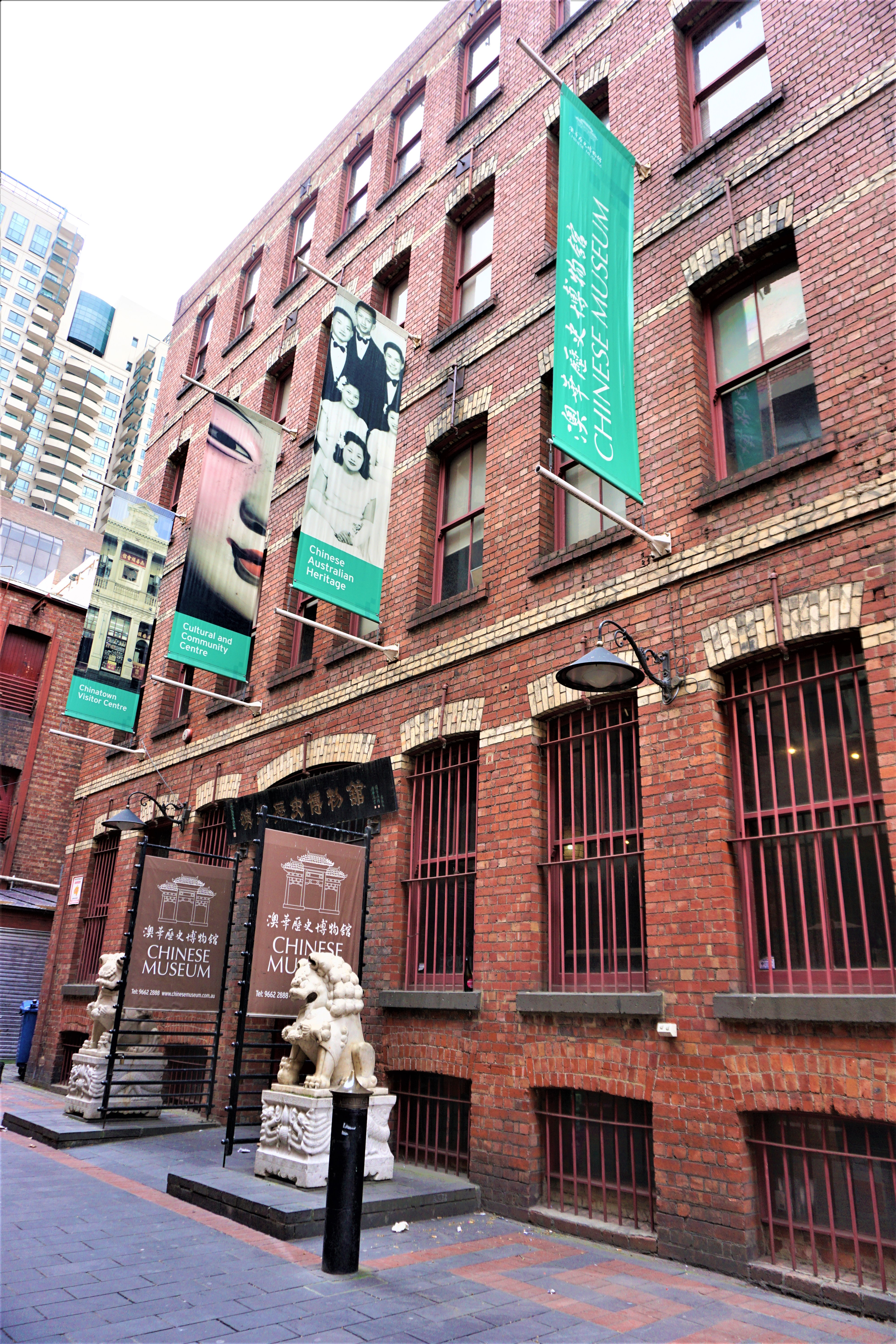
Museum of Chinese Australian History, construído em 1890
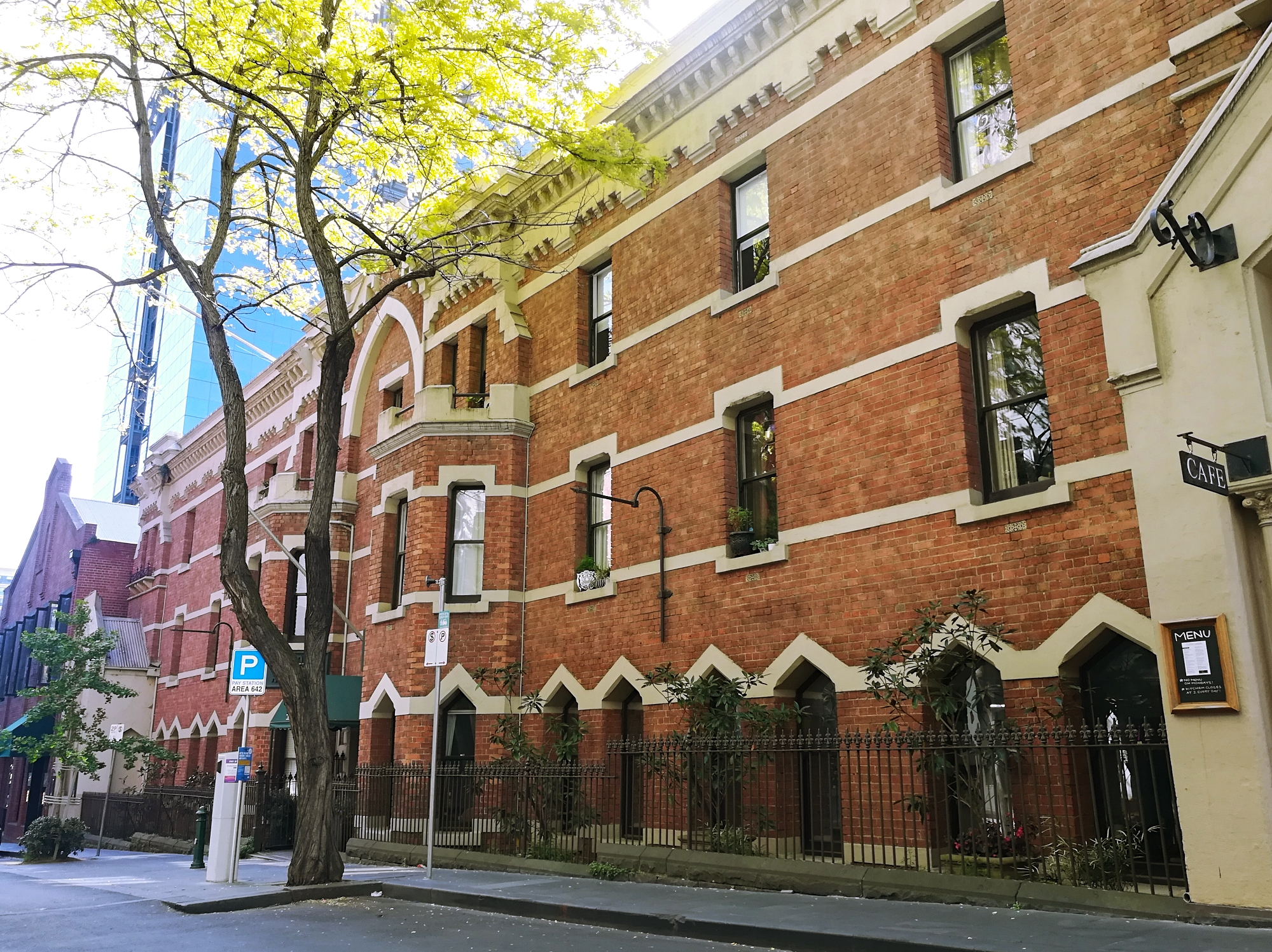
Cortiços, construídos em 1884

### Outros lugares

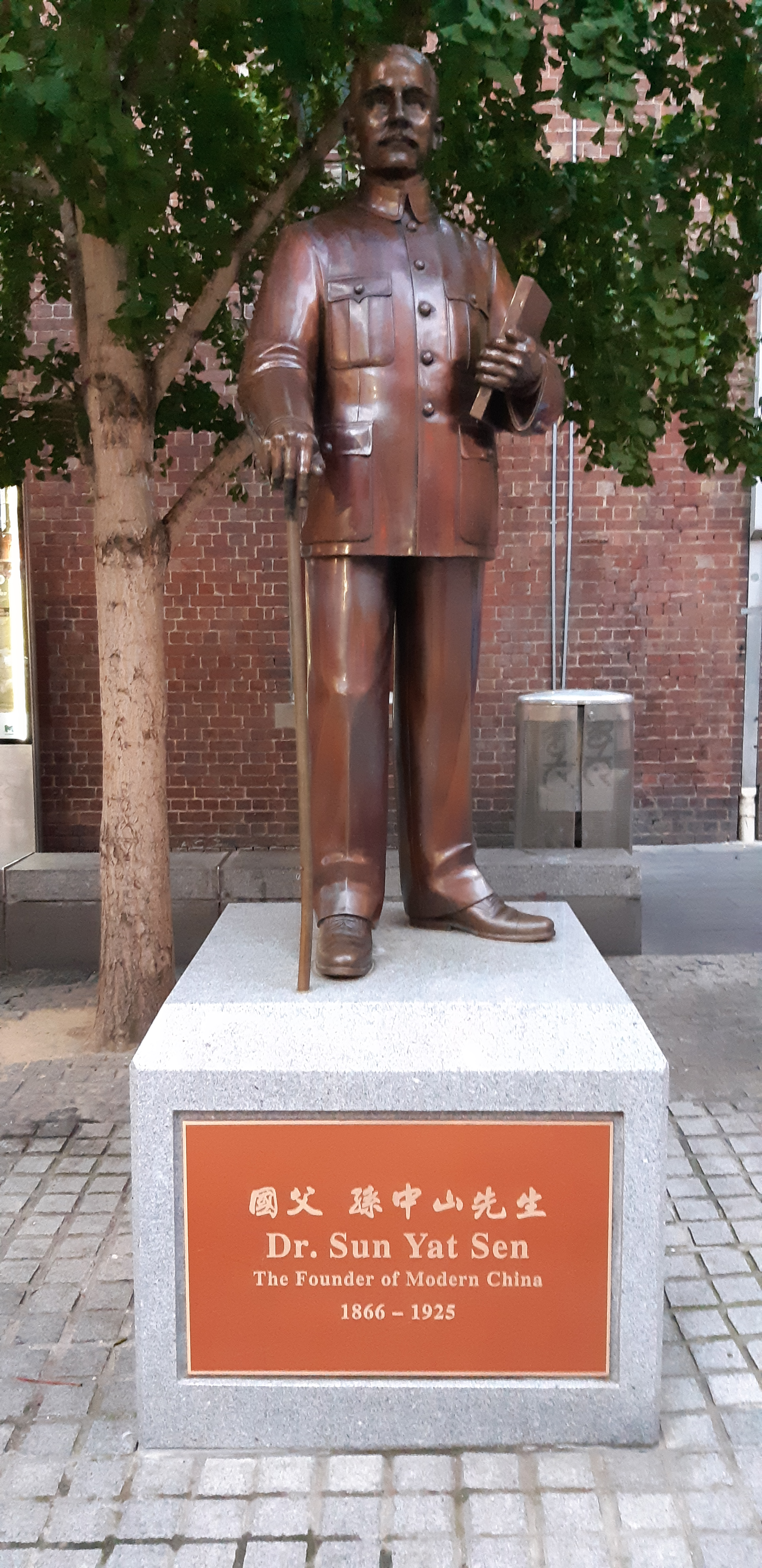
Estátua de Sun Yat-sen
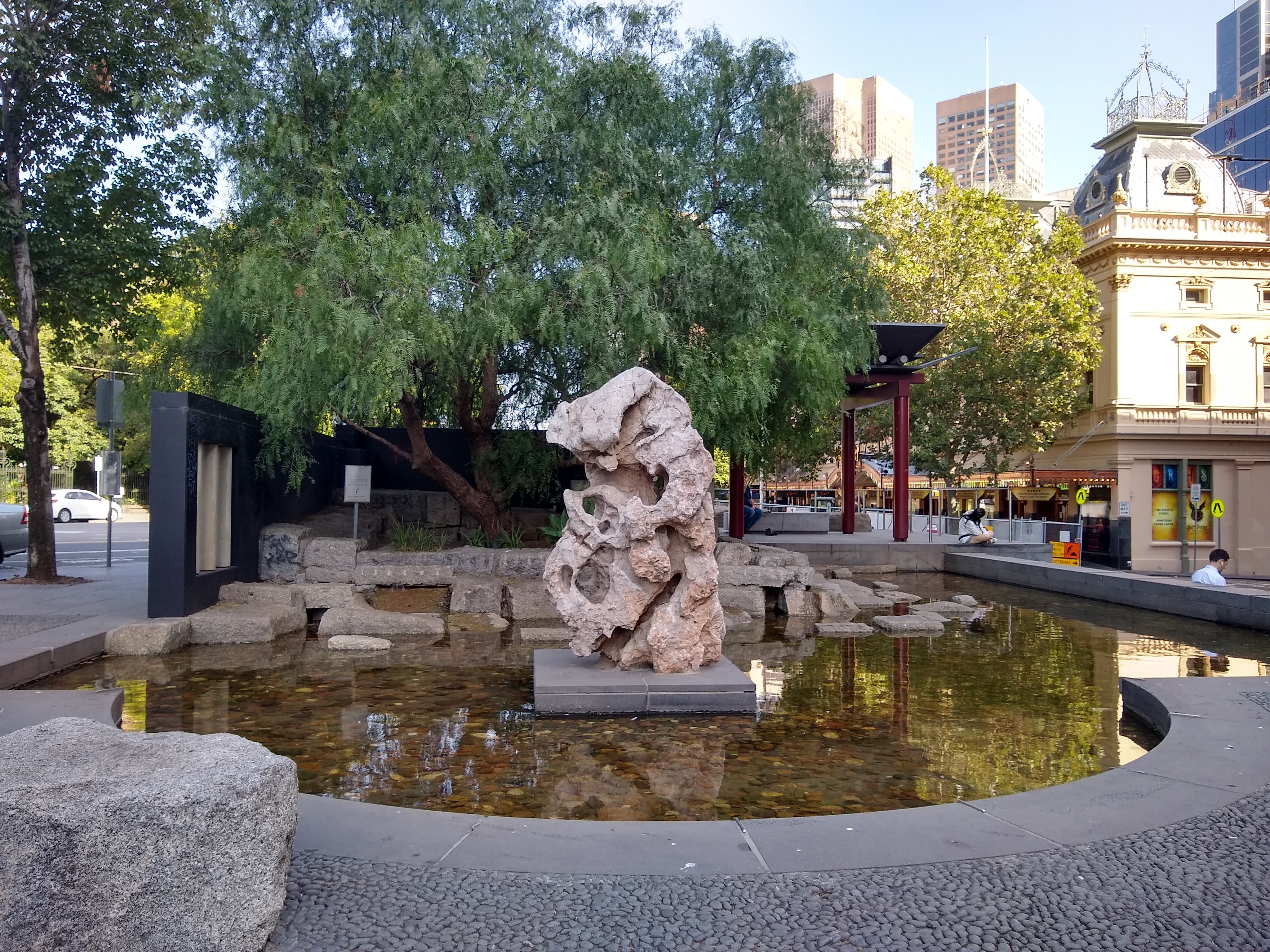
O Jardim Tianjin na rus Spring
Arte de rua em Croft Alley
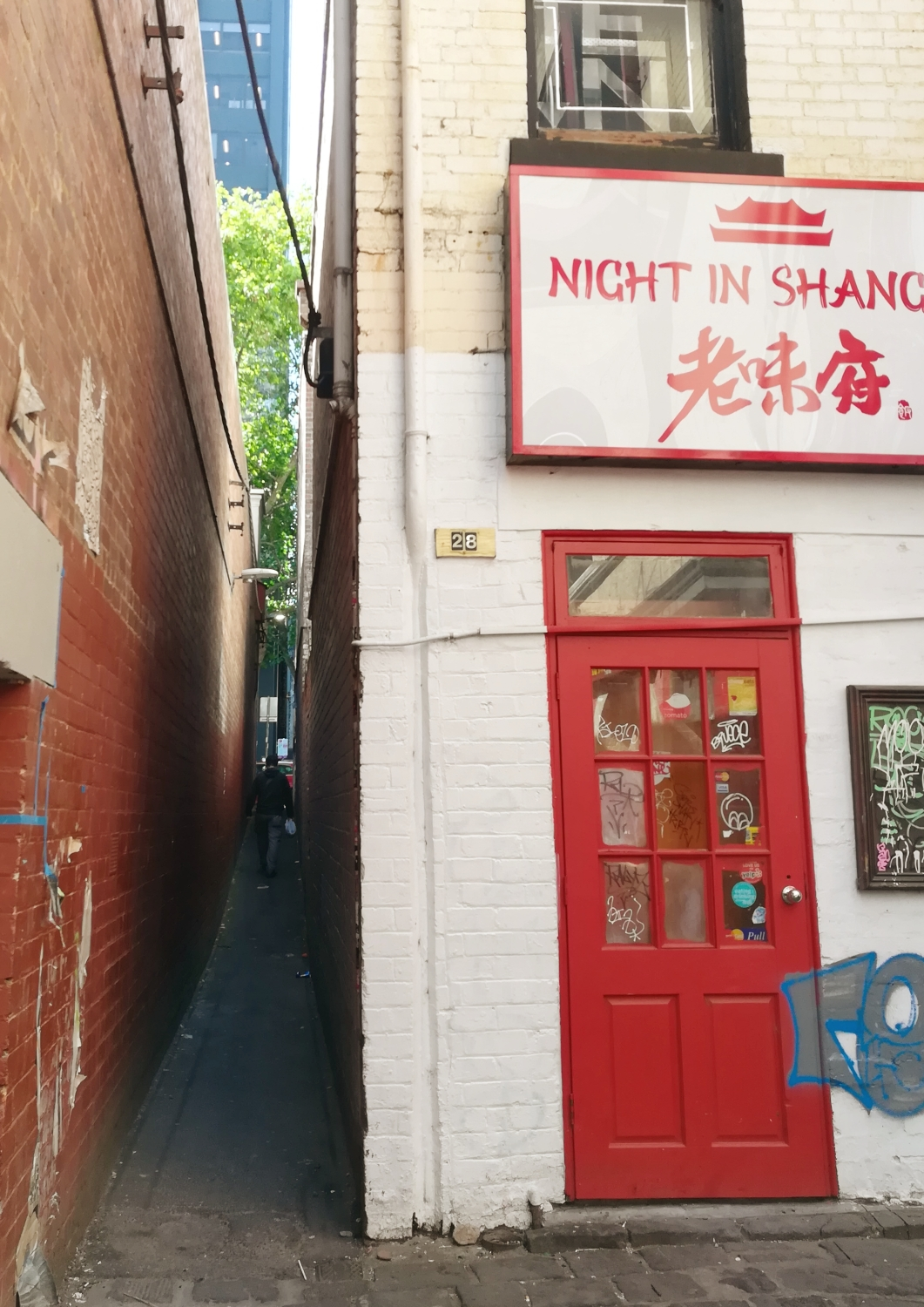
Corrs Lane, a viela mais estreita do CBD

## Links externos
- Museu Chinês Museu de História Chinesa Australiana.
- Site da Associação do Distrito de Chinatown